# Brejinho de Nazaré
Brejinho de Nazaré est une municipalité brésilienne située dans l'État du Tocantins.